# Clinton Mata
Clinton Mukoni Mata Pedro Lourenço (Verviers, 7 de novembro de 1992) é um futebolista angolano que atua como lateral direito. Atualmente joga no Lyon

## Carreira
Revelado pelo KAS Eupen, iniciou sua carreira profissional em 2011. Jogou ainda por Charleroi, Genk e Club Brugge, onde atua desde 2018. Pelos Blauw-Zwart, venceu a Supercopa da Bélgica em 2018 e foi campeão nacional em 2019–20, quando a temporada foi encerrada em decorrência da pandemia de COVID-19 que atingiu a Bélgica, sendo também eleito o melhor jogador do time.

## Seleção Angolana
Belga de nascimento, Clinton Mata fez sua estreia pela Seleção Angolana em julho de 2014, fazendo sua estreia contra Burkina Faso, pelas elimatórias da Copa das Nações Africanas de 2015. Não chegou a disputar as eliminatórias da CAN 2019, o lateral-direito também não foi convocado para a competição, onde Angola caiu na primeira fase, com 2 empates e uma derrota.

## Títulos
Club Brugge
- Jupiler Pro League: 2019–20
- Supercopa da Bélgica: 2018